# Новоюмашево
Новоюмашево (баш. Яңы Йомаш) — село в Шаранском районе Республики Башкортостан Российской Федерации. Входит в состав Мичуринского сельсовета.

## География

### Географическое положение
Расстояние до:
- районного центра (Шаран): 23 км,
- центра сельсовета (Мичуринск): 5 км,
- ближайшей ж/д станции (Туймазы): 65 км.

## Население
| 2002 | 2009 | 2010 |
| ---- | ---- | ---- |
| 340  | ↗354 | ↘296 |

Национальный состав
Согласно переписи 2002 года, преобладающая национальность — чуваши (93 %).